# Carlo Francesco Gabba
Carlo Francesco Gabba, född den 14 april 1838 i Lodi, död den 19 februari 1920 i Turin, var en italiensk rättslärd.
Gabba var 1864–1915 professor i civilrätt och rättsfilosofi vid universitetet i Pisa. År 1900 blev han senator. Gabba författade Teoria della retroattività delle leggi (1868–1874; 3:e upplagan 1891–1900), vilket anses för hans huvudverk, samt II pro ed il contro nella questione della pena di morte (1868), Intorno ad alcuni più generali problemi della scienza sociale (3 band, 1876–1887), Il divorzio nella legislazione italiana (1885; 4:e upplagan 1902), Della condizione giuridica della donna (2:a upplagan 1880), Questioni di diritto civile (1897) med mera. 